# Kamas
Kamas és una població dels Estats Units a l'estat de Utah. Segons el cens del 2000 tenia 1.274 habitants.

## Demografia
Segons el cens del 2000, Kamas tenia 1.274 habitants, 445 habitatges, i 327 famílies. La densitat de població era de 309,4 habitants per km².
Dels 445 habitatges en un 41,8% hi vivien nens de menys de 18 anys, en un 58,2% hi vivien parelles casades, en un 11,5% dones solteres, i en un 26,5% no eren unitats familiars. En el 21,1% dels habitatges hi vivien persones soles el 8,3% de les quals corresponia a persones de 65 anys o més que vivien soles. El nombre mitjà de persones vivint en cada habitatge era de 2,86 i el nombre mitjà de persones que vivien en cada família era de 3,37.
Per edats la població es repartia de la següent manera: un 33% tenia menys de 18 anys, un 9,6% entre 18 i 24, un 29,9% entre 25 i 44, un 18,4% de 45 a 60 i un 9,1% 65 anys o més.
L'edat mediana era de 30 anys. Per cada 100 dones de 18 o més anys hi havia 95 homes.
La renda mediana per habitatge era de 41.667 $ i la renda mediana per família de 46.750 $. Els homes tenien una renda mediana de 30.703 $ mentre que les dones 22.434 $. La renda per capita de la població era de 16.761 $. Entorn del 3,6% de les famílies i el 7,3% de la població estaven per davall del llindar de pobresa.

## Poblacions més properes
El següent diagrama mostra les poblacions més properes.